# Langkofelhütte
Horská chata Langkofelhütte (italsky Rifugio Vicenza, ladinsky Utia de Dantersasc) je horská chata nalézající se v jihotyrolských Dolomitech v italských Alpách. 

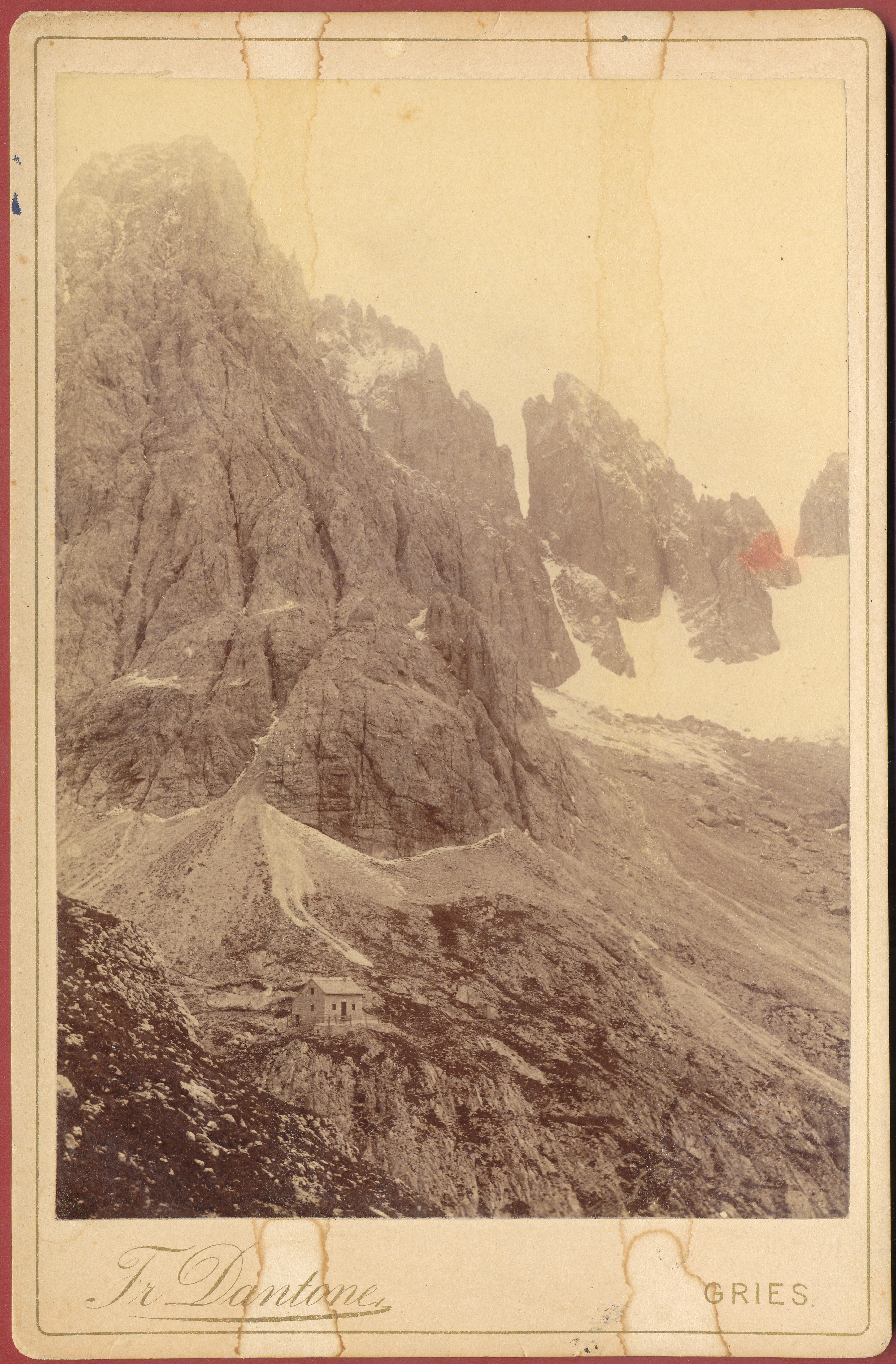
Langkofelhütte na historické fotografii Franze Dantoneho z roku 1895

## Poloha a okolí
Chata Langkofelhütte se nachází na styku Plattkofelkaru s karem Langkofelu (ladinsky Dantersasc), dvou vysokohorských údolí ležících mezi horami Langkofel a Plattkofel. Obě údolí obklopují hory horské skupiny Langkofel. Chata leží v nadmořské výšce 2253 m n. m. na území obce S. Cristina.
Chata slouží jako základna pro túry a výstupy v horské skupině Langkofel. Když opustíte údolí severozápadním směrem, dostanete se k Monte Pana a do údolí Val Gardena směrem na sever a k Alpe di Siusi směrem na západ. Pokud se vydáte po cestě na jihovýchod výše do Langkofelkaru, dostanete se do průsmyku passo Sella přes Langkofelscharte s horskou chatou Rifugio Toni Demetz. Směrem na jihozápad se dostanete do Plattkofelkaru k ferratě Oskar Schuster, která vede na vrchol Plattkofelu.

## Historie

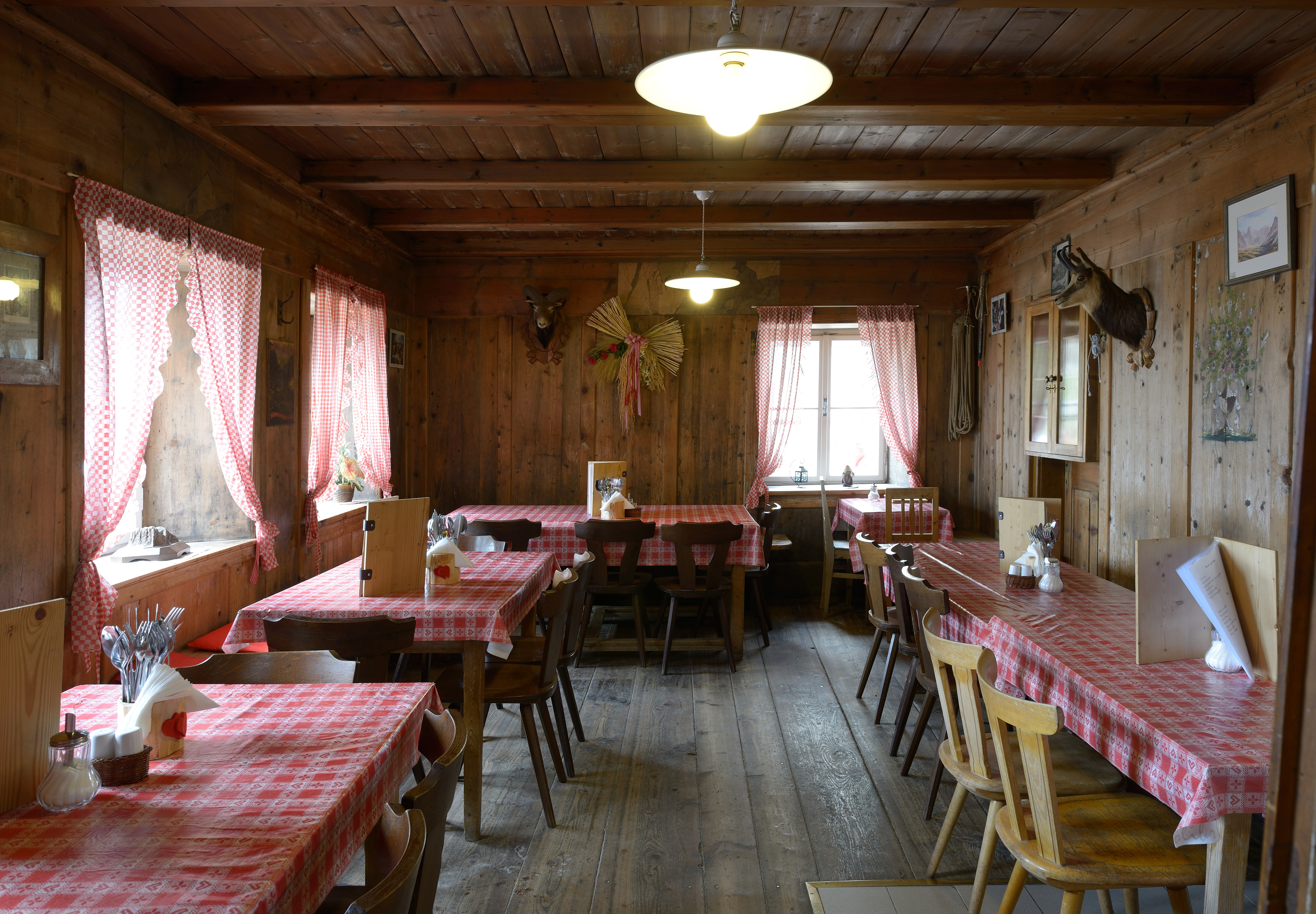
Historická jídelna v chatě

První chatu na Langkofelu postavila v roce 1894 vídeňská akademická sekce Německého a rakouského alpského spolku (DÖAV), ale ta v zimě 1900–1901 padla za oběť lavině. V roce 1903 byla na chráněnějším místě postavena nová dvoupatrová budova, která byla v letech 1906–1908 výrazně rozšířena. Po první světové válce byla chata vyvlastněna italským státem a předána Vicenzské sekci Italského alpského klubu (CAI).
Spolu s dalšími 24 státem vyvlastněnými horskými chatami přešla chata Langkofelhütte v roce 1999 do vlastnictví autonomní provincie Bolzano-Jižní Tyrolsko; na konci roku 2010 vypršela koncese na její správu ze strany CAI. Od roku 2015 pomáhá provincii Jižní Tyrolsko při správě chaty (přidělování nájemcům, kontrola její správy, renovační opatření) společná komise, v níž jsou kromě veřejného sektoru zastoupeny i Alpenverein Südtirol a CAI.
Bohatě ilustrovaná návštěvní kniha chaty se zápisy ode dne otevření 9. září 1894 do roku 1908 je uložena v muzeu Gherdëina v městečku Ortisei.